# Dorfkirche Herzfelde (Templin)

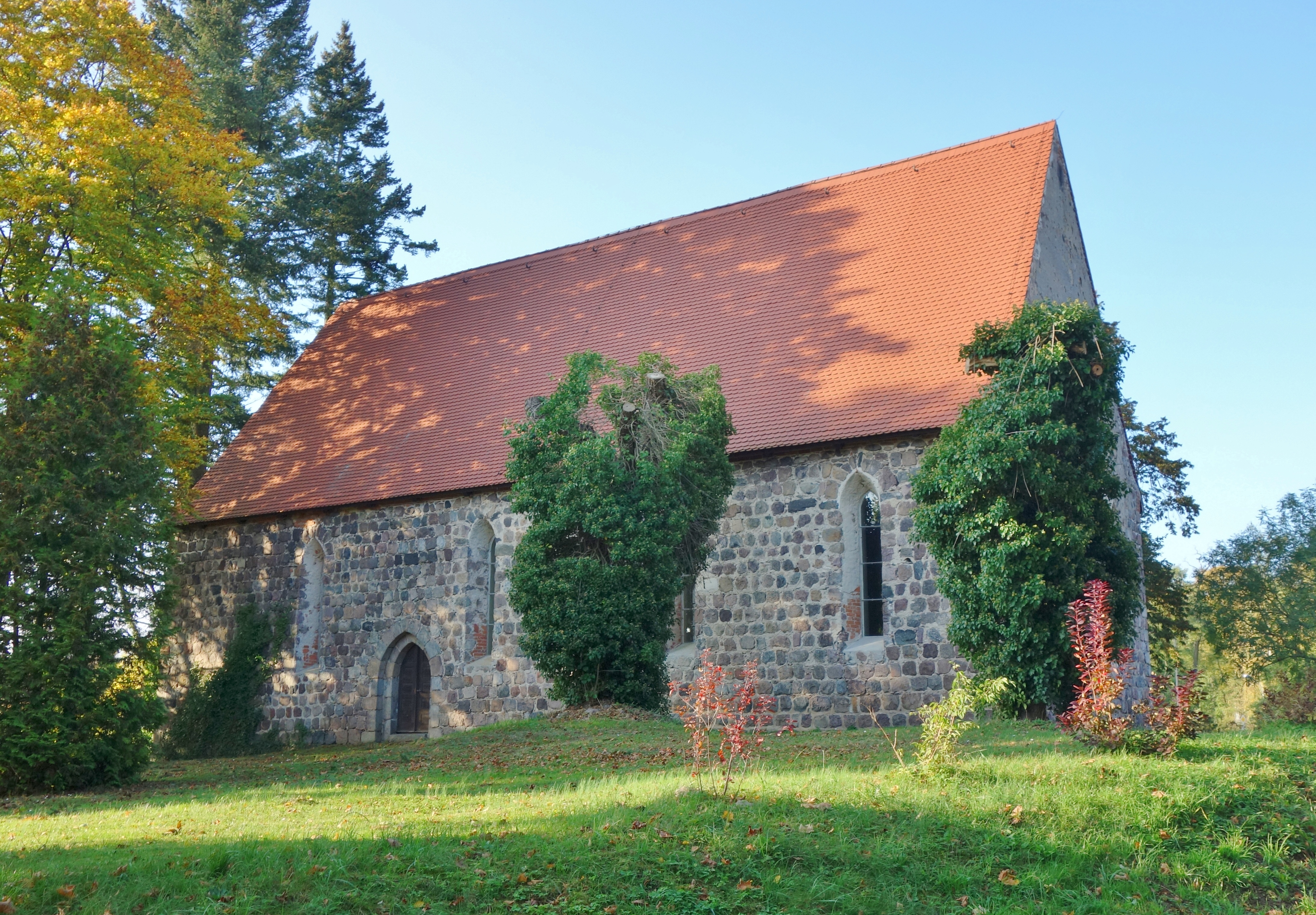
Südostansicht

Die Dorfkirche Herzfelde ist ein gotisches Kirchengebäude im Ortsteil Herzfelde der Stadt Templin im Landkreis Uckermark des deutschen Bundeslandes Brandenburg.

## Architektur und Geschichte

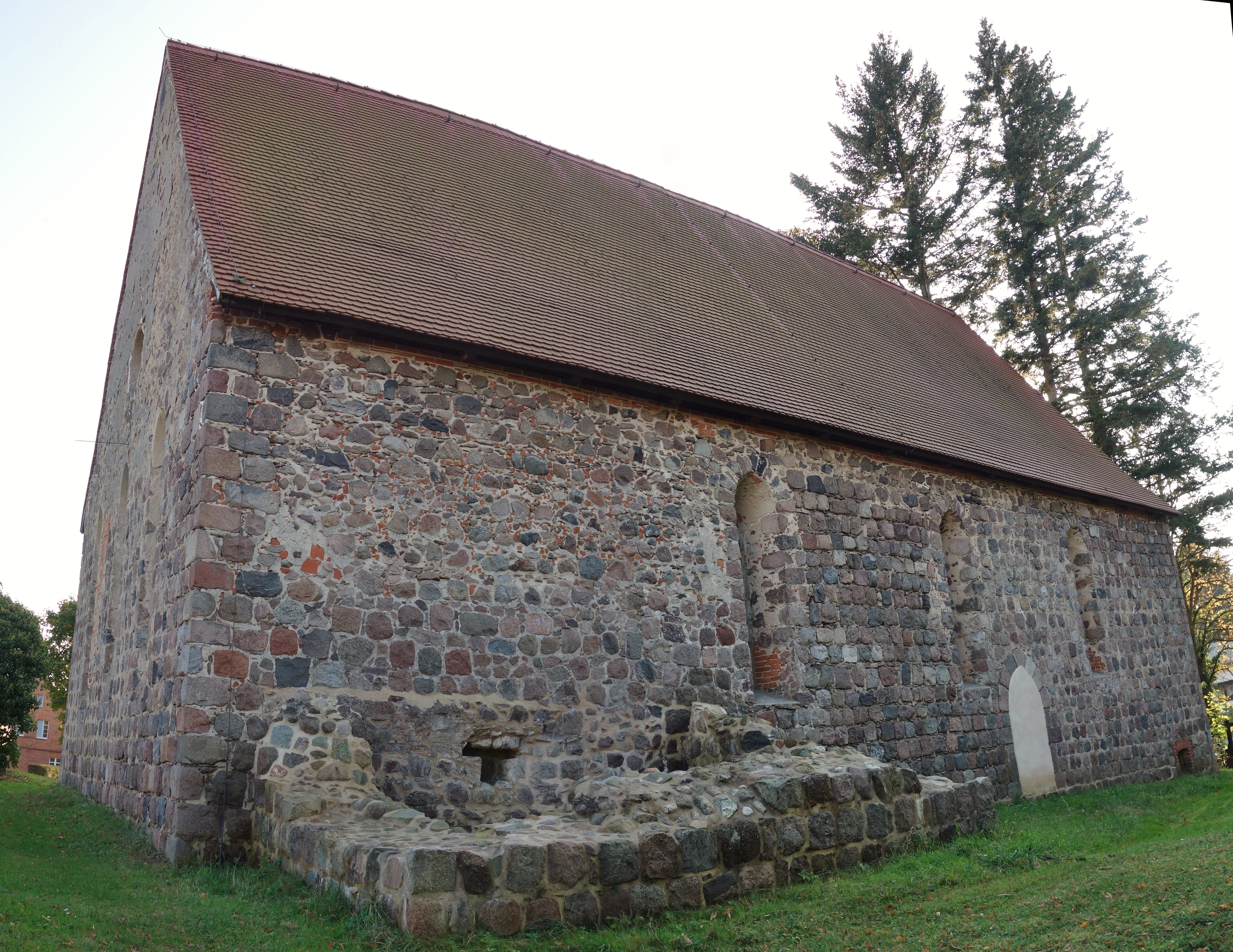
Nordseite mit Sakristeiresten

Die Kirche ist ein rechteckiger Feldsteinbau mit Satteldach aus der zweiten Hälfte des 13. Jahrhunderts. Die Saalkirche von 24 m Länge bei gut 12 m Breite hat auf der West- und Südseite gestufte Portale. Auf der Nordseite finden sich ein vermauertes Portal sowie die Fundamente einer früheren Sakristei. Die Fenster der Längsseiten sowie die der Dreiergruppe in der Ostwand sind typische gotische Lanzettfenster. Allerdings wurden sie zum Teil nach unten verlängert. Der Rechteckchor hat in seinem flachen Ostabschluss ein rundes Fenster, einen sogenannten Okulus. Da der Umbau im Wesentlichen den Innenraum betraf, bietet die Kirche ein gutes Bild der ursprünglichen gotischen Kirchen aus der Ostsiedlung in der Mark Brandenburg.

## Innengestaltung
Die Decke war ursprünglich als Holztonnendecke ausgeführt. Sie wurde zu der heute sichtbaren verputzen Holzbalkendecke umgebaut. Um das Rundfenster ist die mittelalterliche Putzeinfassung mit roter Rautenmalerei erhalten. Der hölzerne Altaraufsatz stammt aus dem Beginn des 17. Jahrhunderts und hat einen dreigeschossigen Aufbau mit Reliefs in säulengerahmten Nischen. Die Predella zeigt die Abendmahlszene. Im Hauptgeschoss findet sich zentral eine figurenreiche Kreuzigung. In den von Ädikulä gerahmten Seitennischen sind die Evangelisten Lukas und Johannes  dargestellt. Der niedrige Aufsatz zeigt die Auferstehung, seitlich davon die Evangelisten Markus und Matthäus. Erstmals wurde der Altar um 1900 restauriert. Eine 1985 begonnene Teilrestaurierung wurde erst in den Jahren 2007/2008 vollendet.
Bei dem Umbau 1870 wurden sowohl die Empore als auch die Albert-Lang-Orgel mit fünf Registern auf einem Manual und Pedal eingebaut.